# 白田川村
白田川村（しらたがわそん）は、高知県幡多郡にあった村。現在の黒潮町にあたる。

## 地理
- 海洋：土佐湾
- 山岳：高山、二が森、仏が森
- 河川：蜷川
- 岬：井ノ岬

## 歴史
- 1889年（明治22年）4月1日 - 町村制の施行により、上川口村・伊田村・白浜村・有井川村・蜷川村の区域をもって発足。
- 1950年（昭和25年）3月22日 - 昭和天皇が村内に行幸（昭和天皇の戦後巡幸）。白田川中学校校庭に白田川村奉迎場を設けて天皇を迎えた[1]。
- 1956年（昭和31年）9月1日 - 大方町と合併し、改めて大方町が発足。同日白田川村廃止。
- 1957年（昭和32年）4月1日 - 大方町のうち旧村域の一部（大字白浜）が佐賀町に編入。

## 交通

### 鉄道路線
現在は旧村域に土佐くろしお鉄道中村線の土佐白浜駅・有井川駅・土佐上川口駅・海の王迎駅が所在するが、当時は未開業。

### 道路
- 国道197号（現・国道56号）